# آبرو (فیلم ۱۹۶۸)
آبرو (انگلیسی: Aabroo) فیلمی هندی در ژانر درام عاشقانه است که در سال ۱۹۶۸ منتشر شد.